# Jedność Narodowa
Jedność Narodowa (orm. Ազգային միաբանություն, Azgayin Miabanutyun, AM) – konserwatywna partia polityczna Armenii.
Po raz pierwszy samodzielnie startowała w wyborach parlamentarnych z 2003 roku i uzyskała w nich 8,9% głosów, zdobywając 9 miejsc w Zgromadzeniu Narodowym Armenii. W następnych wyborach parlamentarnych w 2007 roku nie osiągnęła progu wyborczego.
Liderem partii jest Artaszes Geghamian. W wyborach z 2012 i 2017 roku dostał się do parlamentu z list Republikańskiej Partii Armenii.